# セファ・ユルマズ
セファ・ユルマズ（トルコ語: Sefa Yılmaz、1990年2月14日 - ）はドイツ・ベルリン出身のプロサッカー選手。トルコ代表。ポジションはフォワード（ウイング）、サイドのミッドフィールダー。

## 経歴
地元ベルリン・テンペルホーフ＝シェーネベルク区の地元クラブとテニス・ボルシア・ベルリンを経てブンデスリーガに属するVfLヴォルフスブルクのアカデミーで育成される。
アカデミー卒業後VfLヴォルフスブルクとプロ契約を交わした。丁度プロ初年度となった2008-09シーズンはトップチームがブンデスリーガで優勝を飾ったシーズンでもあり、同じポジションにはイラン代表のアシュカン・デヤガー、ナイジェリア代表のオバフェミ・マルティンス、現在ヘルタ・ベルリンでプレーするアレクサンダー・エッスヴァインなどがプレーしており、トップチームの壁は厳しかった。そのためセカンドチームの一員としてリーグ戦に出場し、52試合で9得点9アシストを記録した。
2010年7月に2.ブンデスリーガに属するMSVデュースブルクへ移籍。支払われた違約金は18万ユーロ。31試合のリーグ戦で6得点3アシストを記録した。
2011年7月にスュペル・リグに属するカイセリスポルへ移籍。支払われた違約金は57万ユーロ。80試合で13得点16アシストを記録した。
2014年8月にスュペル・リグの名門トラブゾンスポルに4年契約で移籍した。支払われた違約金は350万ユーロであった。2014-15年シーズン及び2015-16年シーズンは同クラブでプレーしたものの、2016-17年シーズンは同じくスュペル・リグに属するアランヤスポルとガズィアンテプスポルにレンタル移籍した。
2017年9月、後1年契約が残っていたトラブゾンスポルとの契約を解消し、ボルスポルへ移籍した。
チーム事情と対戦相手によって本職の右フォワードのみならず、右サイドのミッドフィールダーやトップ下、左サイドのフォワードとしてプレーすることも多々ある。

## 人物
ドイツの首都ベルリンで生まれ育ったこともあり、ドイツ国籍も取得している。

## 代表歴
アンダーカテゴリーからA代表までトルコ代表としてプレー。2013年にA代表でのデビューを果たした。